# Schloss Waldau (Vohenstrauß)

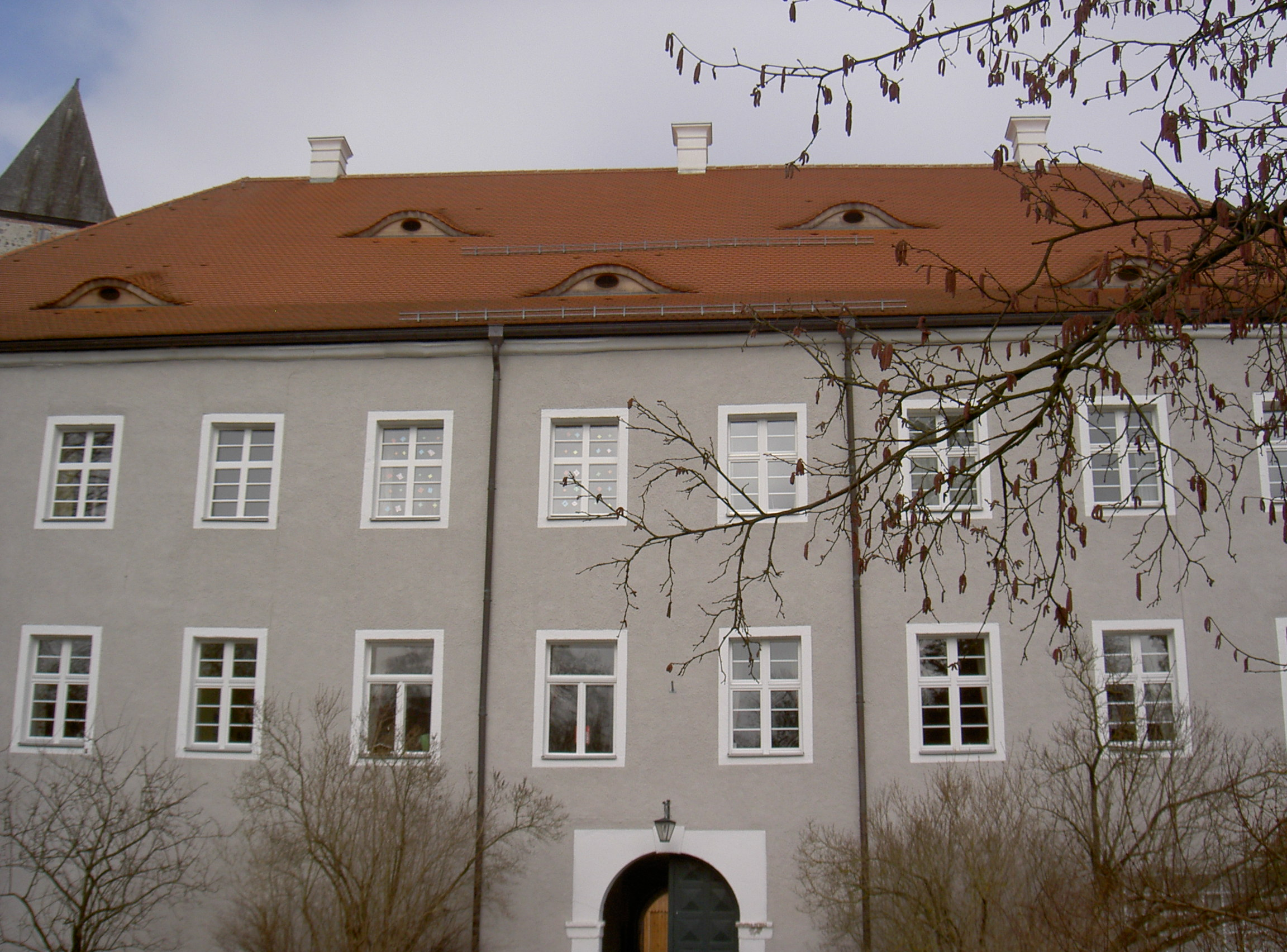
Schloss Waldau

Das Schloss Waldau ist der Nachfolgebau zur Burg Waldau in Waldau, einem Ortsteil der Stadt Vohenstrauß in der Oberpfalz. Die Burg ist in der zweiten Hälfte des 17. Jahrhunderts baufällig geworden, so dass unterhalb der Schlossbau mit der heutigen Adresse Roggensteiner Straße 8 errichtet wurde. Das Burg- und Schlossensemble bildet unter der Nummer D-3-74-162-123 einen denkmalgeschützten Bereich.

## Geschichte
Das Geschlecht der Waldauer ist seit dem frühen 13. Jahrhundert bekannt. Als erster tritt ein Ulricus de Waldauwe als Zeuge bei einem Vertrag auf, der zwischen Herzog Ludwig I. von Bayern und dem Kloster Prüfening am 13. Januar 1224 geschlossen wurde. Nach einer wechselvollen Geschichte und dem Aussterben der hiesigen Waldauer kam das Rittergut an die Wirsberger  und 1632 an die Pfalz. Kurfürst Ferdinand Maria von Bayern verlieh das Gut 1652 an Feldmarschall Adrian Freiherr von Enkevort. Das Geschlecht der Enckevort war hier bis 1681 begütert. Der Sohn Ferdinand Franz Leopold von Enkevort verkaufte das Gut 1681 an Franz Ferdinand von Rummel.
Nachdem Teile der Burg baufällig geworden waren, wurde in der zweiten Hälfte des 17. Jahrhunderts unter den Freiherrn von Rummel das neue Schloss, das auch eine Schlosskapelle enthielt, errichtet. In einem zweiten Schritt wurde im rechten Winkel ein Schlossflügel angebaut, der dem heutigen Bau entspricht. Von dem Schloss führt ein 1000 Schritt langer Gang ins Freie, dessen Zugänge heute aber verschlossen sind.
1717 stifteten K(C)arl Johann Freiherr von Rummel und seine Frau Rosina Dorothea, geb. Freiin von Podewils  zwei Altäre für die neu erbaute Johannes-von-Nepomuk-Kirche. Die Rummels blieben bis 1796 im Besitz von Waldau. Wegen Überschuldung musste der Staat Waldau übernehmen, konnte den Besitz aber 1810 an die Freiherrn von Lilien verkaufen. Der Käufer, Hermann Caspar von Lilien, erhielt ein Patrimonialgericht I. Klasse über die hiesigen 130 grundbesitzenden Hintersassen. 1820 wurde es in ein Patrimonialgericht II. Klasse umgewandelt, weil kein ausgebildeter Jurist beschäftigt wurde. 1832 ging die Gerichtsbarkeit an das staatliche Landgericht Vohenstrauß über. Noch 1837 belehnte König Ludwig von Bayern die königlichen Kämmerer Franz Anton Freiherr von Lilien und Karl Joseph Freiherr von Lilien mit dem Mann- und sukzessive Weiberritterlehen Waldau;  gleiches erfolgte 1841 für Johann Maria Joseph Sigmund Maximilian Josef und Ernst Joseph Freiherren von Lilien. 1848 wird hier noch ein Hans von Lilien genannt.
1879 erwarben Leopold Engelmann aus Weiden in der Oberpfalz und der Gasthofbesitzer Windl aus Mitterteich das Schlossgut. 1881 kaufte der Ökonomierat Minerow diesen Besitz. An diesen Ökonomierat erinnert noch das Minnerow-Denkmal, das in einem kleinen Wäldchen 200 Meter nordöstlich von Waldau in einem Maisfeld gelegen und deshalb kaum zu erreichen ist. Auf der Marmorplatte steht: „Zur Erinnerung an meinen geliebten Vater Herrn Felix Franz Minnerow kgl. Baijr. Oekonomierath u. Gutsherrn auf Schloß Waldau. Freifrau Marie von Imhoff 1890“. Im Jahre 2015, zum 125. Geburtstag von Minerow, wollten Waldauer einen geeigneteren Platz für den Gedenkstein finden. Er gehört der Familie von Heemskerck, die eine Umsetzung aber strikt ablehnt. Minerows Erbtochter Marie verheiratete sich mit einem Freiherrn von Imhof, und das Schlossgut kam in dessen Besitz. 1901 wurde Theodor Jacobs aus Wiesbaden der Eigentümer. Nach ihm kam das Gut bis 1937 an den Porzellanfabrikant Johann Seltmann. Seit 1938 ist die Familie von Heemskerck Schlosseigentümer. Sie führten auch die Waldauer Schlossbrauerei weiter.

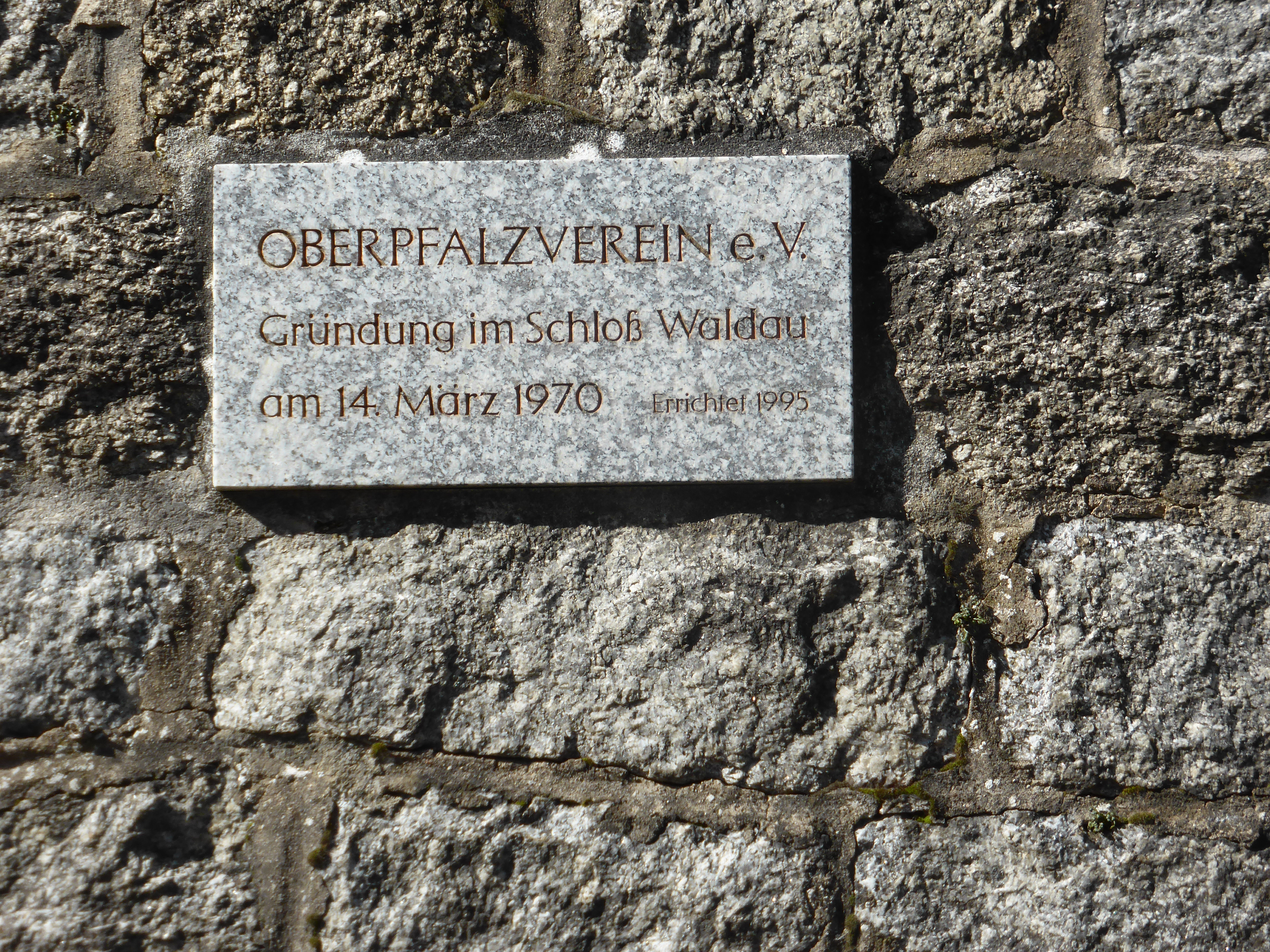
Gründungstafel des Oberpfalzvereins auf der Schlossmauer von Schloss Waldau

Frau Maria-Ingeborg von Heemskerck (* 10. Oktober 1938; † 2. Mai 2018) war am 14. März 1970 an der Gründung des Oberpfalzvereins Weiden beteiligt.

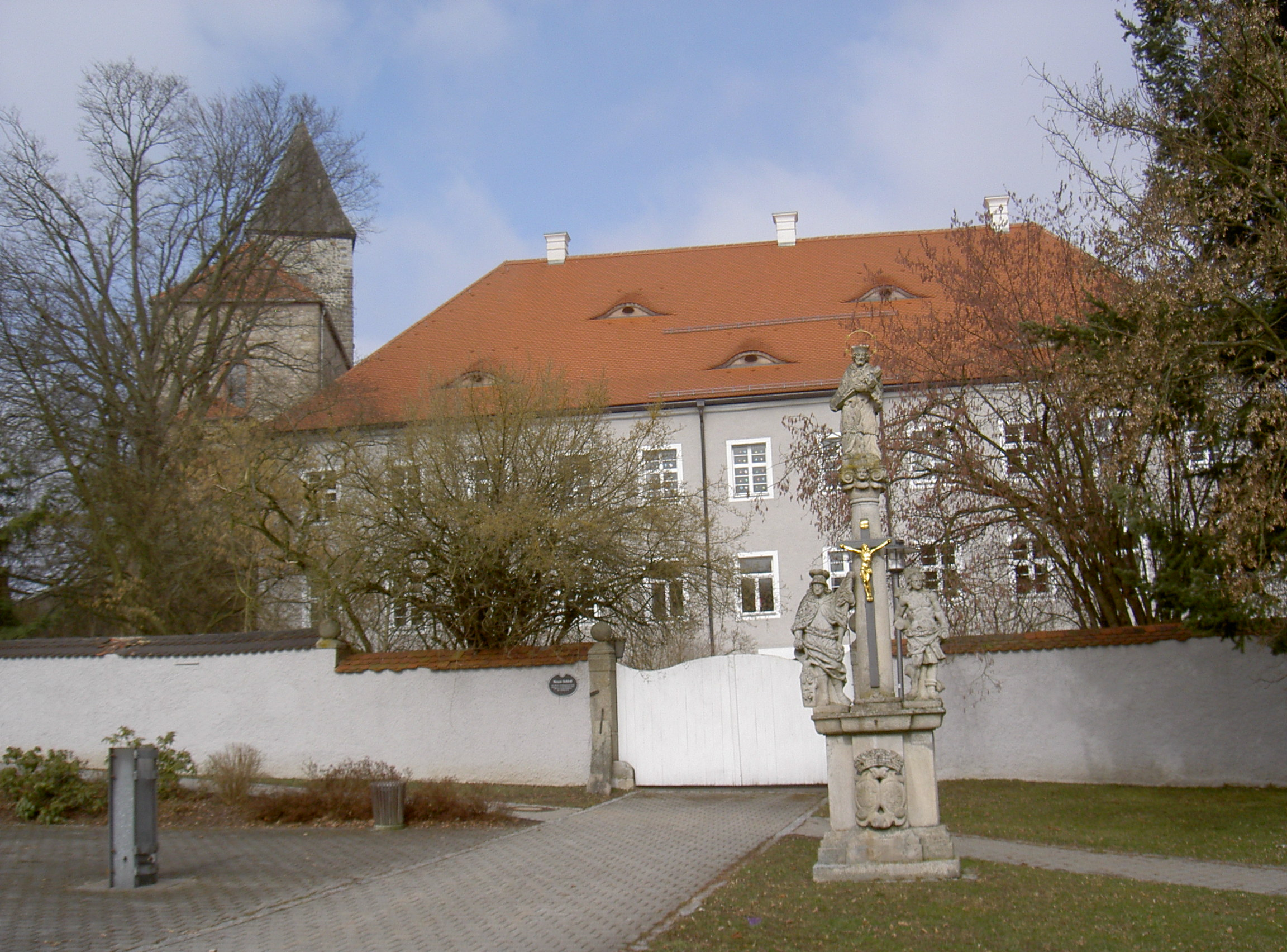
Figurengruppe vor dem Schloss Waldau

## Gebäude
Das Schloss liegt unterhalb der Burg Waldau, es ist ein dreigeschossiger Walmdachbau mit Schleppgauben, mit einem Quergiebel nach Nordosten und einer mittig gelegenen Tordurchfahrt; der seitliche Flügel wird durch einen Treppengiebel abgegrenzt. Zwischen dem ehemaligen Palas der Burg und dem Neuen Schloss befindet sich ein Walm- und Flachsatteldachbau über einem winkelförmigen Grundriss, der vermutlich aus dem 17./18. Jahrhundert stammt, aber über einem älteren Kern erbaut wurde. Ein Teil des Walles und Grabens, die um die Burg führten, wurde in einen englischen Garten umgewandelt. Westlich des Schlosses führt eine Treppe mit barocken Geländerpfosten aus dem 17./18. Jahrhundert zur Burg. Weiter westlich steht die Filialkirche Johannes von Nepomuk. Vor dem Schlossgebäude findet sich eine Statue des Johannes von Nepomuk aus dem 18. Jahrhundert, die im Sockel das Allianzwappen der Rummels und der Podewils zeigt.

## Schlossbrauerei Waldau
In Waldau hat es auch die Schlossbrauerei Waldau gegeben, diese „dürfte die älteste sein in der Gegend“. Bereits 1740 ist von einem Weißbier-Verschleiß nach Tirschenreuth die Rede. Im Urkataster von 1843 steht unter der Hausnummer 63 ein „Bräuhaus mit realer Bräu- und Branntweinbrennerei“. Es stand direkt am Schlossweiher. Das Haus 60 war ein „Wirts- und Malzhaus mit realer Tavernwirts- und Metzger- und Mulzgerechtigkeit“. Bei dem Brand von 1843 blieb das Brauhaus unbeschädigt, aber zwischen 1843 und Anfang des 20. Jahrhunderts wurde das Brauhaus an der Stelle von Nummer 60 neu gebaut. Im November 1884 baute Franz Felix Minnerow einen Dampfkessel in der Brauerei ein. 1902 ist hier die Freiherr von Imhoffsche Dampfbierbrauerei genannt, 1925 ist dies die Schloßbrauerei Johann Seltmann, 1932 die Schloßbrauerei Anna Seltmann und 1936 die Schloßbrauerei Johann Seltmann. Ab 1940 ist hier die Schloßbrauerei Peter von Heemskerck Waldau, dann 1956 die Schloßbrauerei Annemarie von Heemskerck, 1972 die Schloßbrauerei A. von  Heemskerck und 1974 die Schloßbrauerei Peter von Heemskerck. Im Sommer 1993 wurde das Gebäude bei der Dorfplatzerneuerung abgerissen.